# Городские населённые пункты Магаданской области
Магаданская область включает 25 городских населённых пунктов, в том числе:
- 2 города, среди которых выделяются:
  - 1 город областного значения (Магадан) — в рамках организации местного самоуправления образует городской округ;
  - 1 город районного значения (Сусуман) — входит в район, в рамках организации местного самоуправления входит в одноимённый муниципальный округ;
- 23 посёлка городского типа (рабочих посёлка).

## Города
| № | название | район / город областного значения | городской / муниципальный округ | население (чел.) | герб |
| - | -------- | --------------------------------- | ------------------------------- | ---------------- | ---- |
| 1 | Магадан  | город Магадан                     | город Магадан, ГО               | ↗90 421          |      |
| 2 | Сусуман  | Сусуманский район                 | Сусуманский МО                  | ↘4175            |      |

### Бывшие города
| Название           | Район                 | Город с | Город до |
| ------------------ | --------------------- | ------- | -------- |
| Гижигинск (Гижига) | Северо-Эвенский район | 1783    | 1926     |

## Посёлки городского типа
| №  | название        | район / город областного значения | городской/ муниципальный округ | население (чел.) |
| -- | --------------- | --------------------------------- | ------------------------------ | ---------------- |
| 1  | Атка            | Хасынский район                   | Хасынский МО                   | ↘1               |
| 2  | Беличан         | Сусуманский район                 | Сусуманский МО                 | →0               |
| 3  | Большевик       | Сусуманский район                 | Сусуманский МО                 | →5               |
| 4  | Бурхала         | Ягоднинский район                 | Ягоднинский МО                 | ↘108             |
| 5  | Верхний Ат-Урях | Ягоднинский район                 | Ягоднинский МО                 | →0               |
| 6  | Галимый         | Омсукчанский район                | Омсукчанский МО                | →1               |
| 7  | Дебин           | Ягоднинский район                 | Ягоднинский МО                 | ↘447             |
| 8  | Дукат           | Омсукчанский район                | Омсукчанский МО                | ↘1018            |
| 9  | Кадыкчан        | Сусуманский район                 | Сусуманский МО                 | ↘0               |
| 10 | Мяунджа         | Сусуманский район                 | Сусуманский МО                 | ↘977             |
| 11 | Ола             | Ольский район                     | Ольский МО                     | ↗5704            |
| 12 | Омсукчан        | Омсукчанский район                | Омсукчанский МО                | ↘3326            |
| 13 | Оротукан        | Ягоднинский район                 | Ягоднинский МО                 | ↗858             |
| 14 | Палатка         | Хасынский район                   | Хасынский МО                   | ↗4159            |
| 15 | Сеймчан         | Среднеканский район               | Среднеканский МО               | ↘2081            |
| 16 | Синегорье       | Ягоднинский район                 | Ягоднинский МО                 | ↘1790            |
| 17 | Сокол           | город Магадан                     | город Магадан, ГО              | ↗3899            |
| 18 | Стекольный      | Хасынский район                   | Хасынский МО                   | ↘2158            |
| 19 | Уптар           | город Магадан                     | город Магадан, ГО              | ↘1676            |
| 20 | Усть-Омчуг      | Тенькинский район                 | Тенькинский МО                 | ↗2529            |
| 21 | Холодный        | Сусуманский район                 | Сусуманский МО                 | ↘608             |
| 22 | Эвенск          | Северо-Эвенский район             | Северо-Эвенский МО             | ↘1243            |
| 23 | Ягодное         | Ягоднинский район                 | Ягоднинский МО                 | ↘2722            |

### Бывшие пгт
- Адыгалах — пгт с 1953 года. Упразднён в 1994 году.
- Аркагала — преобразован в сельский населённый пункт в 1964 году.
- Армань — пгт с 1965 года. Преобразован в сельский населённый пункт в 2013 году[8].
- Буркандья — пгт с 1962 года. Преобразован в сельский населённый пункт в 1997 году.
- имени Гастелло — пгт с 1953 года. Преобразован в сельский населённый пункт в 1991 году.
- Карамкен — пгт с 1974 года. Преобразован в сельский населённый пункт в 2012 году[9].
- Мякит — пгт с 1953 года. Упразднён в 1994 году.
- Нексикан — пгт с 1953 года. Преобразован в сельский населённый пункт в 1997 году.
- Омчак — пгт с 1953 года. До 1958 года — имени Тимошенко. Преобразован в сельский населённый пункт в 1991 году.
- Спорное — пгт с 1953 года. Преобразован в сельский населённый пункт в 2011 году.
- Сусуман — преобразован в город в 1964 году.
- Талая — пгт с 1963 года. Преобразован в сельский населённый пункт в 2019 году[10].
- Широкий — пгт с 1957 года. Преобразован в сельский населённый пункт в 2013 году[11].